# Blechnum obtusum
Blechnum obtusum là một loài dương xỉ trong họ Blechnaceae. Loài này được R.C. Moran & A.R. Sm. mô tả khoa học đầu tiên năm 2005.
Danh pháp khoa học của loài này chưa được làm sáng tỏ. 